# Auguste-Lucien Vérité

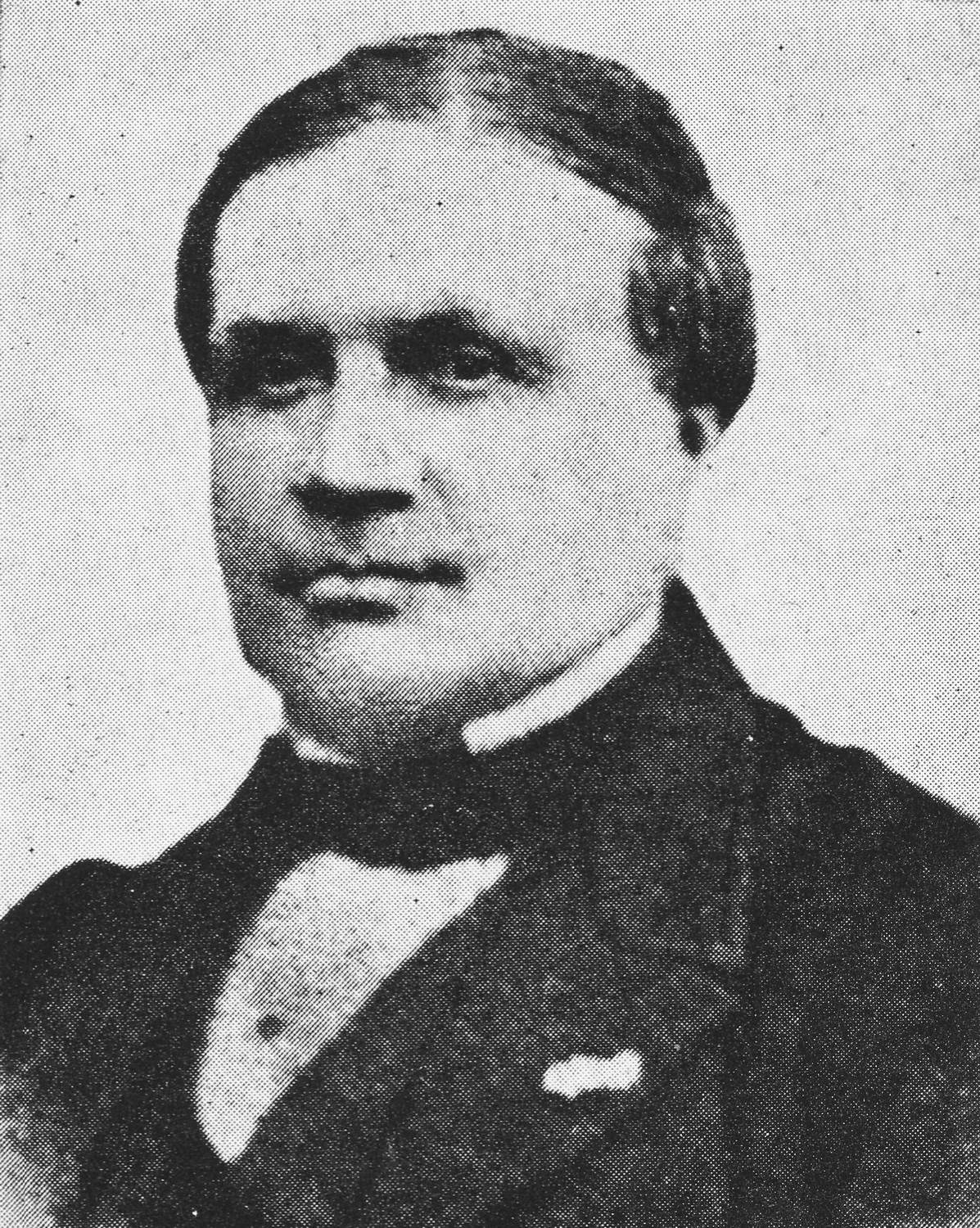
Auguste-Lucien Vérité

Auguste-Lucien Vérité (* 21. Oktober 1806 in Beauvais; † 19. Juli 1887) war ein französischer Uhrmacher.

## Leben und Uhrmacherische Leistung

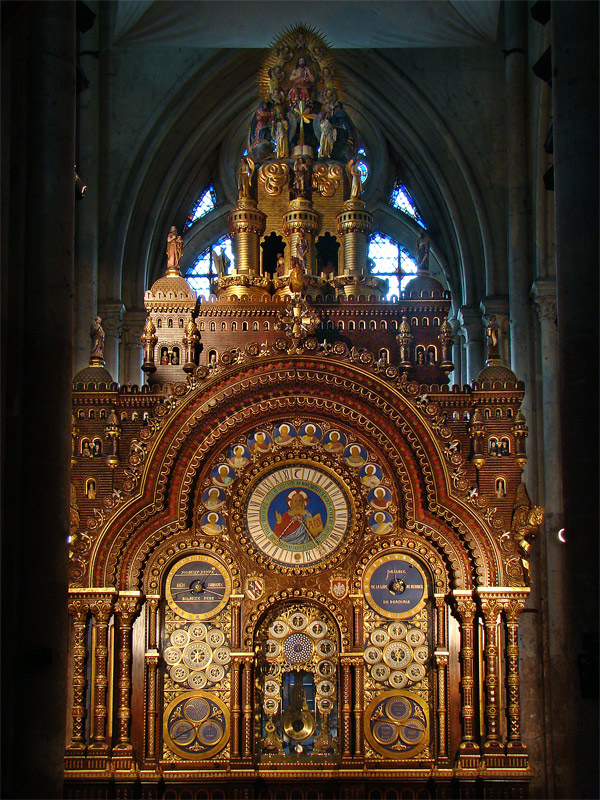
Astronomische Uhr von Beauvais

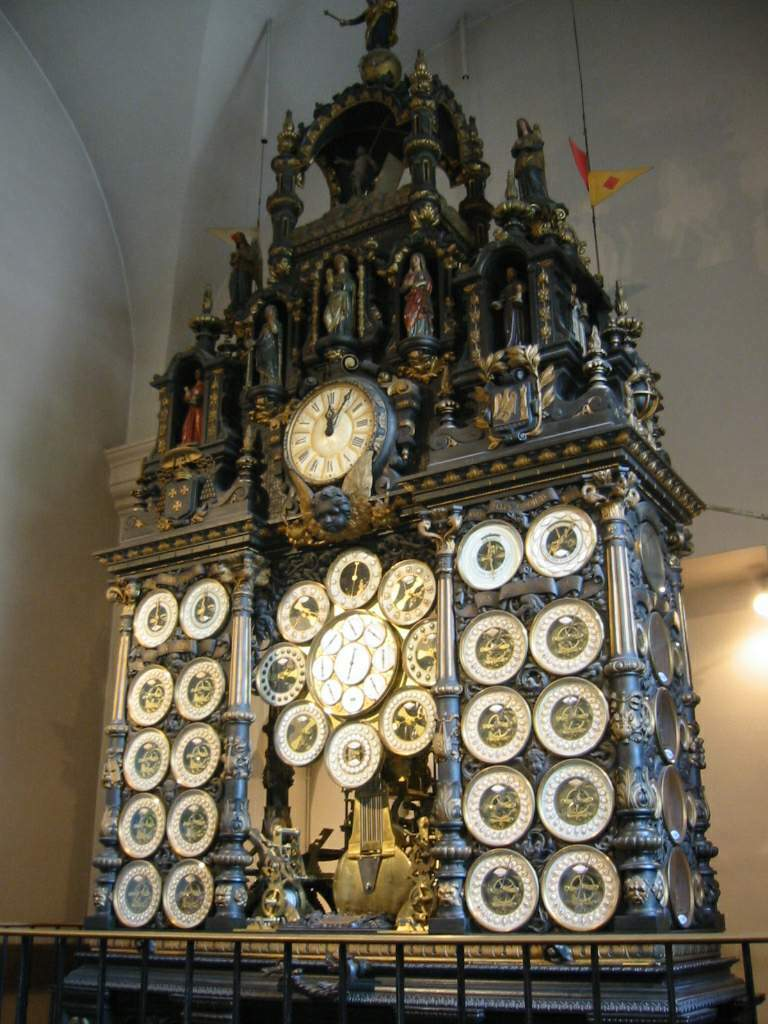
Astronomische Uhr von Besançon

Als Sohn eines Holzschnitzers interessierte sich Vérité früh für darstellende Geometrie und Mechaniken aller Art. Bereits als junger Uhrmacher entwarf er 1824 eine neuartige Hemmung, vier Jahre später eröffnete er ein Geschäft für Uhren und optische Geräte in Beauvais. Als Autodidakt entwarf und konstruierte er hochwertige Regulatoren und elektrische Pendeluhren, mit denen er verschiedene Auszeichnungen gewann. 1850 eröffnete er eine Uhrenfabrik.
Auf der Weltausstellung 1855 in Paris gewann er mit seinen Uhren u. a. eine Medaille erster Klasse und wurde mit diesem Erfolg in Europa bekannt. Ab 1856 arbeitete und forschte er mehrere Jahre zusammen mit M. Lucas und führte einen regen Briefwechsel mit Fachkollegen, der aber verloren gegangen ist. Bis 1880 arbeitete er in seiner Fabrik, die fünf Jahre nach seinem Ausscheiden geschlossen wurde.
Große Verdienste erwarb sich Vérité um die Forschungen zur Synchronisation von Pendeluhren. Er schuf eine Anlage zur Synchronisation aller Uhren am Pariser Bahnhof Gare du Nord und 1864 erhielt er ein Patent für eine Nebenuhr.
Sein Meisterwerk ist die aus insgesamt 90.000 Teilen bestehende astronomische Uhr in der Kathedrale von Beauvais (1865–1868) mit 68 Automaten und 52 Zifferblättern. Er schuf auch die astronomische Uhr von Besançon.
Über das uhrmacherische Interesse hinaus war Vérité als Ingenieur der französischen Eisenbahngesellschaft Chemin de Fer du Nord für die Wartung des Bahnsignalsystems und der Bahnhofsuhren des gesamten Bahnnetzes der Eisenbahnlinien des Nordens verantwortlich und hatte sich einen Namen als Experte des Orgelbaus gemacht. 1855 baute er für die Société Académique de l'Oise eine meteorologische Station, die er mit selbst konstruierten Instrumenten ausstattete.
Vérité war Träger des Ordens der Ehrenlegion. Darüber hinaus trug er die Titel „Horloger du Roi“ und „Ingenieur Civil“, deren Herkunft aber ungeklärt ist, da er nachweislich keine Hochschule besucht hat.

## Erfindungen im Bereich der Uhrmacherei
- Einkugelige Hemmung (1838)
- Zweikugelige Hemmung (1844)
- Elektrische Kugelhemmung (1853)
- Freie Hemmung mit Schwerkraftauslösung (1865)

## Große Uhren
- Uhr des Hôtel Dieu in Beauvais (1832)
- Uhr im Museum von Beauvais (1844), ehemals im Justizpalast
- Uhr und Glockenspiel in der Hauptkirche von Bonsecours
- Astronomische Uhr des Schlosses von Frocourt (1855)
- Astronomische Uhr der Kathedrale in Besançon (1860)
- Astronomische Uhr der Kathedrale von Beauvais (1865–1868)